# Breach 3
Breach 3 est un jeu vidéo de tactique en temps réel développé par Omnitrend Software et publié par Impressions Games en 1995 sur IBM PC. Il est le troisième volet d’une série de trois jeux développé par Omnitrend Software, après Breach (1987) et Breach 2 (1991). Comme ses prédécesseurs, le jeu se déroule dans un univers de science-fiction qui reprend en partie la trame de Universe (1983), des mêmes développeurs,,.

## Accueil
| Breach 3              |      |       |
| Média                 | Pays | Notes |
| Computer Gaming World | US   | 1/5   |
| PC Gamer US           | US   | 77 %  |